# Устиново (Ельнинский район)
Усти́ново — деревня в Смоленской области России, в Ельнинском районе. Население – 4 жителя (2007 год)  Расположена в юго-восточной части области в 18 км к юго-востоку от города Ельня, на автодороге Р96 Новоалександровский(А101)- Спас-Деменск — Ельня — Починок, на берегу реки Угра. В 5 км к северу от деревни железнодорожная станция Коробец на линии Смоленск - Сухиничи. Входит в состав Коробецкого сельского поселения.

## Достопримечательности
- Братская могила партизан, погибших в боях с немецко-фашистскими захватчиками [2].